# Microgaster hyalina
Microgaster hyalina är en stekelart som beskrevs av Cresson 1865. Microgaster hyalina ingår i släktet Microgaster och familjen bracksteklar. Inga underarter finns listade i Catalogue of Life.